# Kylie Summer 2015
A Kylie Summer 2015 volt az ausztrál énekesnő Kylie Minogue első fesztivál turnéja. A turné hat koncertből állt Európában. Június 12-én indult Aalborg-ben, Dániában és július 18-án lett vége Gräfenhainichen-ben, Németországban.

## Háttér és gyártás
A „Kylie Summer 2015” volt az új logó, melyet a nyári dátumoknál használtak. Minogue pár nappal az első koncert előtt osztotta meg a posztert a Twitteren, a Facebook-on és az Instagram-on. A koncert a korábbi turnéjának átdolgozott verziója volt új dalokkal, új kosztümökkel, új dalrenddel és a kivetítőkön is új vizuális elemek jelentek meg.

## Koncert összefoglaló
A műsor a „Breathe” bemutató videójával kezdődött, melyet már a Kiss Me Once Tour-on szintén használtak. Ezután Minogue az előző turnén megismert ajkakon jelent meg a táncosok mögött a „Better the Devil You Know”-t énekelve. Ezt követte az „In My Arms”, melyet az „In Your Eyes” azon verziója követett, amit a KylieX2008-on és a For You, For Me Tour-on hallhattunk. Ezután Minogue röviden beszélgetett a közönséggel, majd az első részt a „Wow” Kiss Me Once Tour-on megismert remixével zárta.
A második rész ugyanazzal az intróval és a „Step Back in Time” remix-szel kezdődött illetve a „Spinning Around”, a „Your Disco Needs You” és az „On a Night Like This” ugyanazon remixeivel folytatódott, melyeket Minogue a Kiss Me Once Tour-on piros ruhában, hozzáillő csizmában, nyakkendőben és gallérral adott elő. Ezt követően Minogue a „Bette Davis Eyes” feldolgozását adta elő, mely után a „Can’t Get You Out of My Head” és a „Slow” előadása következett. Ezután a rajongók dalokat kérhettek Minogue-tól, mielőtt az „I Should Be So Lucky” első versszakát és kórusát énekelte volna el egy dob kíséretében. A Hyde Park-ban Minogue megkérte a közönséget, hogy vele együtt énekelje a dalt, mielőtt előadta volna a „The Loco-Motion”-t. Ezt a szekciót a „Kids”-szel zárta.
A harmadik rész a „Get Outta My Way” ugyanazon változatát használta, de rövidített intróval. Ezalatt Minogue egy arany overallt viselt hozzáillő cipővel. Ezt követően a „Love at First Sight” Kiss Me Once Tour-on megismert változatát énekelte el, mielőtt a „Celebration”-t adta volna elő. Ezt követően a rajongókkal beszélt, majd a fő részt az „All the Lovers”-szel zárta. Ezután Minogue az „Into the Blue”-t énekelte el, ezzel zárva a koncertet. Ez volt az egyetlen dal a dallistán a Kiss Me Once albumról.

## A kritikusok értékelései
A turné pozitív kritikákat kapott. A Liverpool Echo négy csillaggal jutalmazta a műsort, mondván, hogy „ez egy diadalmas visszatérés volt Merseyside-hoz”. Azt megjegyezte, hogy Minogue kosztümje nagyon hasonlított a karácsonyhoz, de nehéz őt azért hibáztatni, mert egy látszólag végtelen turnén fel akarja kavarni a dolgokat.
A The Huffington Post azt írta Minogue Hyde Park-i fellépéséről, hogy ez volt „az a Glastonbury-i műsor, ami nem valósult meg”. A koncertnek öt csillagot adott, és hozzátette, hogy Minogue bebizonyította, hogy egy diszkó dívát sosem szabad lebecsülni.
A The Guardian ugyanennek a műsornak öt csillagot adott és azt mondta, hogy „Minogue és ez a műsor megerősítette, státuszát, mint a dance-pop legnagyszerűbb figurája”. A The Independent kritikusabb volt a műsort illetően. Három csillaggal értékelte a műsort és megjegyezte, hogy Minogue nem igazán lépett előre akkorát, hogy elérje a fő fellépő státuszt.

## Kereskedelmi fogadtatás
Minogue 2015. június 19-i Suffolk-i koncertjének mind a 22 000 jegye 30 perc alatt elkelt.

## Az előadott dalok listája
1. Videó sorozat („Breathe” elemeit tartalmazza)
2. „Better the Devil You Know”
3. „In My Arms”
4. „In Your Eyes”
5. „Wow”
6. Videó sorozat
7. „Step Back in Time”
8. „Spinning Around”
9. "Your Disco Needs You"
10. „On a Night Like This”
11. „Bette Davis Eyes”
12. „Can’t Get You Out of My Head”
13. „Slow”
14. „I Should Be So Lucky”
15. „The Loco-Motion”
16. „Kids”
17. „Get Outta My Way”
18. „Love at First Sight”
19. „Celebration”
20. „All the Lovers”

Ráadás
1. „Into the Blue”

## A turné állomásai
| 2015. június 12. | Aalborg         | Dánia       | Skovdalen               |
| 2015. június 19. | Suffolk         | Anglia      | Newmarket Racecourse    |
| 2015. június 20. | Merseyside      | Anglia      | Haydock Park Racecourse |
| 2015. június 21. | London          | Anglia      | Hyde Park               |
| 2015. július 16. | Pori            | Finnország  | Kirjurinluoto           |
| 2015. július 18. | Gräfenhainichen | Németország | Ferropolis              |

## Fordítás
- Ez a szócikk részben vagy egészben  a   Summer 2015 (Kylie Minogue) című angol Wikipédia-szócikk ezen változatának fordításán alapul.  Az eredeti cikk szerkesztőit annak laptörténete sorolja fel. Ez a jelzés csupán a megfogalmazás eredetét és a szerzői jogokat jelzi, nem szolgál a cikkben szereplő információk forrásmegjelöléseként.